# سوزانا كليمنت
سوزانا كليمنت هي منافسة ألعاب القوى كوبية، ولدت في 18 أغسطس 1989 في هافانا في كوبا.

## وصلات خارجية
- سوزانا كليمنت على موقع الاتحاد الدولي لألعاب القوى (الإنجليزية)
- سوزانا كليمنت على موقع أوليمبيديا (الإنجليزية)